# Едлінг Роксандра Скарлатівна
Рокса́ндра Скарла́тівна Е́длінг (рум. Roxandra Edling, ім'я при народженні — Роксандра Стурдза (рум. Roxandra Sturdza); нар. 12 жовтня 1786 — пом. 16 січня 1844) — філантроп, авторка мемуарів.

## Біографія

### Дитинство та юність
Роксандра Едлінг народилася у Константинополі 12 жовтня 1786 року. Її батько — Скарлат Стурдза, належав до давнього молдавського боярського роду Стурдз, генерал-майор і статський радник. Мати — Султана Морузі, із знатного грецького роду Морузі. Невдовзі після підписання Ясського мирного договору, у 1792 році, родина емігрувала до Росії і оселилася у Санкт-Петербурзі.
Роксандра була третьою за віком і мала ще двох братів та двох сестер. Життя в столиці було досить дорогим та складним для родини, тому батьки придбали маєток поблизу білоруського Могильова, де й виховувалися діти. Усі вони отримали гарну домашню освіту — в домі постійно мешкали кілька вчителів. 1801 року вся родина переїздить до Санкт-Петербургу, аби влаштувати службу старшого сина Констянтина та закінчити освіту молодших дітей.
1803 рік став трагічним для Стурдз — передчасно померла старша донька Смарагда та покінчив життя самогубством син Констянтин. Роксандра, тепер найстарша серед дітей, взяла на себе опіку над меншими, втішала та розраджувала батьків і почала з'являтися при дворі імператора Олександра I, намагаючись здобути прихильність та визнання місцевої знаті. Вона не відрізнялася вродою, але мала напрочуд гострий розум і чутливу душу.
|                | Вищість душі дорівнювала в ній вищості розумуОригінальний текст (рос.) Превосходство души равнялось в ней превосходству ума |
| — Ф. Ф. Вігель | |

### Служба при дворі

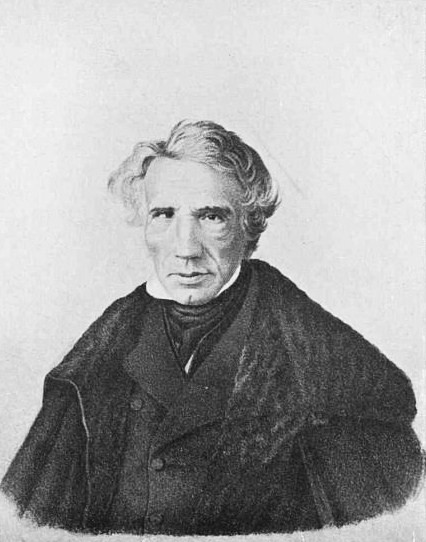
Олександр Скарлатович Стурдза

З часом Роксандра отримала місце фрейліни дружини імператора Єлизавети Олексіївни і влітку 1811 переїхала до Літнього палацу на Кам'яному острові, де зайнялася питаннями зовнішньої політики. У 1812 році, її батько Скарлат Стурдза був призначений губернатором Бессарабської області, що була приєднана до Російської імперії за Бухарестським мирним договором. А брат Олександр, працюючи в Міністерстві закордонних справ, також у справах переїхав до Бессарабії. Мати повернулася до родинного маєтку в селі.
1813 року імператриця Єлизавета виїхала до Німеччини. Роксандра супроводжувала її у поїздці і провела з нею за кордоном три роки. Разом з царською родиною, була також присутня на Віденському конгресі 1815 року. У Веймарі Роксандра познайомилася з графом Альбертом Каетаном Едлінгом, обер-гофмейстером Саксен-Веймарського двору, і у 1816 вийшла за нього заміж, залишивши службу при дворі.

### Благодійна діяльність
«В усіх околицях, у цілому краї ім'я графині Едлінг вимовлялося устами простого народу з якимось особливим виразом довіри та любові. Але й вона віддячувала за любов любов'ю та щирою участю в долі народу, або ж точніше — об'єднанні племен, що стеклися звідусіль до Буджацького степу.»
Після подорожі Південною Німеччиною та Італією, у 1819 подружжя повернулося до Санкт-Петербургу. Олександр I подарував Роксандрі Скарлатівні землі біля Бендер в Бессарабії, де Едлінги остаточно й оселилися у 1822 році. Тут вони заснували маєток та поселення Манзир. Займалися вівцеводством, землеробством і виноградарством, не маючи кріпаків і залучаючи, виключно, найманих вільних робітників. На їхніх землях застосовувалося штучне орошення. Було збудовано церкву, училище та шпиталь.
Едлінги займалися благодійною діяльністю. Підтримували та надавали прихисток представникам різних національностей, що опинилися у цих землях — молдованам, грекам, німцям, болгарам, росіянам. Активно допомагали здолати епідемії чуми та холери у 1829—1830 роках. Також час від часу мешкали в Одесі, у їхньому домі часто гостював Олександр Пушкін. Роксандра Скарлатівна активно підтримувала грецький визвольний рух — етерійців. Організувала викуп із турецького полону кількох тисяч греків.
На початку 1830-х років, з ініціативи Роксандри Едлінг та графині Єлизавети Воронцової, в Одесі було засновано Жіноче благодійне товариство зневаги бідних, котре здійснювало збір коштів для нуждених, проводило благодійні концерти, бали та спектаклі. Ними було збудовано перші в місті сиротинці та будинки для інвалідів. 1834 року товариство видало альманах «Подарунок бідним» (рос. Подарок бедным), до якого увійшли твори Олександра Стурдзи, Івана Киреєвського, Василя Жуковського, Семена Раїча та інших. Разом з братом Олександром, Роксандра Скарлатівна сприяла заснуванню Одеського Свято-Архангело-Михайлівського жіночого монастира.

### Останні роки життя

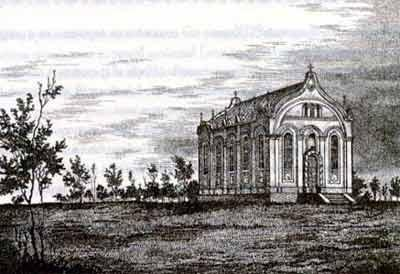
Архівне зображення храму Воскресіння Христового в Одесі

1841 року помер чоловік Роксандри Скарлатівни, а в 1843 тяжко захворіла й вона сама, провівши останні роки життя в Манзирі та Одесі. Померла Роксандра Едлінг 16 січня 1844 року, в Одесі, заповівши більшу частину своєї власності на благодійні потреби. Маєток Манзир вона залишила у спадок племінникові Олександру, синові Олександра Стурдзи. За бажанням Роксандри Скарлатівни, її було поховано на Воскресенському кладовищі в Одесі, а поряд з могилою, у 1846 році, за проектом Франца Моранді, збудовано храм Воскресіння Христового. У 1930-х роках кладовище було знищено, а в храмі розміщено один із корпусів будинку відпочинку «Червоні зорі». 1995 року церкву було повернено Одеській єпархії, храм відновлено і в 1997 освячено на честь святої Марії Магдалини, відтоді це — діючий Храм святої рівноапостольної Марії Магдалини.

## Творчість

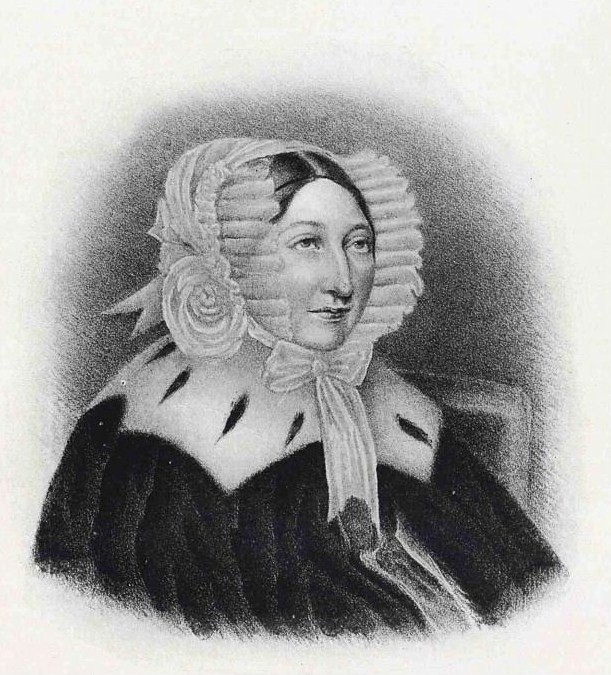
Роксандра Едлінг у 1840-х роках

У 1829 Роксандра Скарлатівна почала писати мемуари. Їх хронологія завершується 1825 роком, коли помер імператор Олександр I. Ці спогади французькою мовою, під назвою «Записки», про царську родину та історичні події, свідком яких була авторка, вперше було опубліковано в Парижі у 1859 році. Друге видання — в Москві, 1888 року. Відтоді вони ще декілька разів перевидавалися, стали цінним джерелом інформації і були використані дослідниками та істориками у своїх працях. Також фрагменти «Записок» Роксандри Едлінг уміщуються у збірках мемуарів, сучасних історичних та публіцистичних виданнях.
- Roxandra Edling. Memoires de la Comtesse Edling (nee Stourdza). Demoiselle d’Honneur de Sa Majeste l’Imperatrice Elisabeth Alexeevna. — Moscou : Imprimerie du S-t Synode, 1888. — 284 с.
- Roxandra Edling. Mémoires de la Comtesse Edling (Née Stourdza) Demoiselle d'Honneur de Sa Majesté l'Impératrice Ëlisabeth Alexéevna. — Forgotten Books, 2018. — 294 с. — ISBN 978-0484998628.
- Головина Варвара Николаевна, Эдлинг Роксана, Муханова Мария. В царском кругу. Воспоминания фрейлин дома Романовых / Мезина Н. В. — Москва : Алгоритм, 2017. — 480 с. — ISBN 978-5-906947-08-6.
- Е. Ф. Комаровский, Р. С. Эдлинг, С. Шуазель-Гуфье, П. А. Вяземский. Державный сфинкс (сборник). — Фонд Сергея Дубова, 1999. — Т. 1. — 608 с. — (История России и Дома Романовых в мемуарах современников. XVII-XX вв.) — ISBN 5-94177-007-5.